# 春城街道 (阳春市)
春城街道，是中华人民共和国广东省阳江市阳春市下辖的一个乡镇级行政单位。

## 行政区划
春城街道下辖以下地区：
镇北社区、县前社区、东门社区、前进社区、红旗社区、龙湾社区、春江社区、城郊村、城南村、垌尾村、黎湖村、蟠龙村、新云村、林田村、金坪村、头堡村、城北村、高朗村、岗脊村、七星村和扶民村。